# Németh Géza (brácsaművész)
Németh Géza (Beregszász, 1936. július 23. –) kétszeres Kossuth-díjas brácsaművész, a Bartók vonósnégyes alapító tagja.
A Liszt Ferenc Zeneművészeti Főiskolán tanult brácsát Lukács Pálnál, de mesterei voltak még Weiner Leó és Mihály András is. 1957-től 1960-ig a Magyar Állami Operaház zenekarában brácsázott, 1960-tól szólamvezető, szólóbrácsás volt. Tagja volt a későbbi Bartók vonósnégyes 1957-ben megalakult elődjének, a Komlós kvartettnek (Komlós Péter – első hegedű, Devich Sándor – második hegedű, Mező László gordonka társaságában). 1962-ben elnyerte a genfi brácsaverseny első helyezését. 1980-ban a Zeneakadémia kamara tanszékének tanára lett. Vonóstrióban Kovács Dénes és Banda Ede muzsikuspartnere volt. Több nemzetközi brácsa- és vonósnégyes-verseny zsűrijében volt tag. A Bartók vonósnégyes tagjaként Kossuth-díjat kapott, 1970-ben és 1997-ben.

## Díjai
A Bartók vonósnégyes tagjaként:
- 1963 – a Liège-i Nemzetközi Vonósnégyes Verseny első díja
- 1964 – Liszt Ferenc-díj
- 1964 – UNESCO-díj
- 1970 – Kossuth-díj
- 1981 – Magyarország Kiváló Művésze díj
- 1985 – Bartók–Pásztory-díj
- 1997 – Kossuth-díj
- 2008 – A Magyar Köztársasági Érdemrend középkeresztje a csillaggal polgári tagozata
- 2009 – Prima díj